# 国立病院機構東徳島医療センター附属看護学校
国立病院機構東徳島医療センター附属看護学校（こくりつびょういんきこうひがしとくしまいりょうセンターふぞくかんごがっこう）は、かつて独立行政法人国立病院機構が運営していた徳島県板野郡板野町にあった専修学校である。

## 沿革
- 1953年04月1日 - 国立板西療養所附属准看護学院を創設。
- 1975年04月2日 - 国立板西療養所附属看護学校と改称。
- 1979年04月4日 - 国立療養所東徳島病院附属看護学校と改称。
- 2004年04月1日 - 独立行政法人国立病院機構東徳島病院附属看護学校となる。
- 2010年10月1日 - 東徳島病院の名称変更[2]に伴い、現名称に変更[3]。
- 2021年 3月 - 閉校[4][5]

## 所在地等
- 〒779-0193 徳島県板野郡板野町大寺字大向北1-1